# Bonaventura Vulcanius

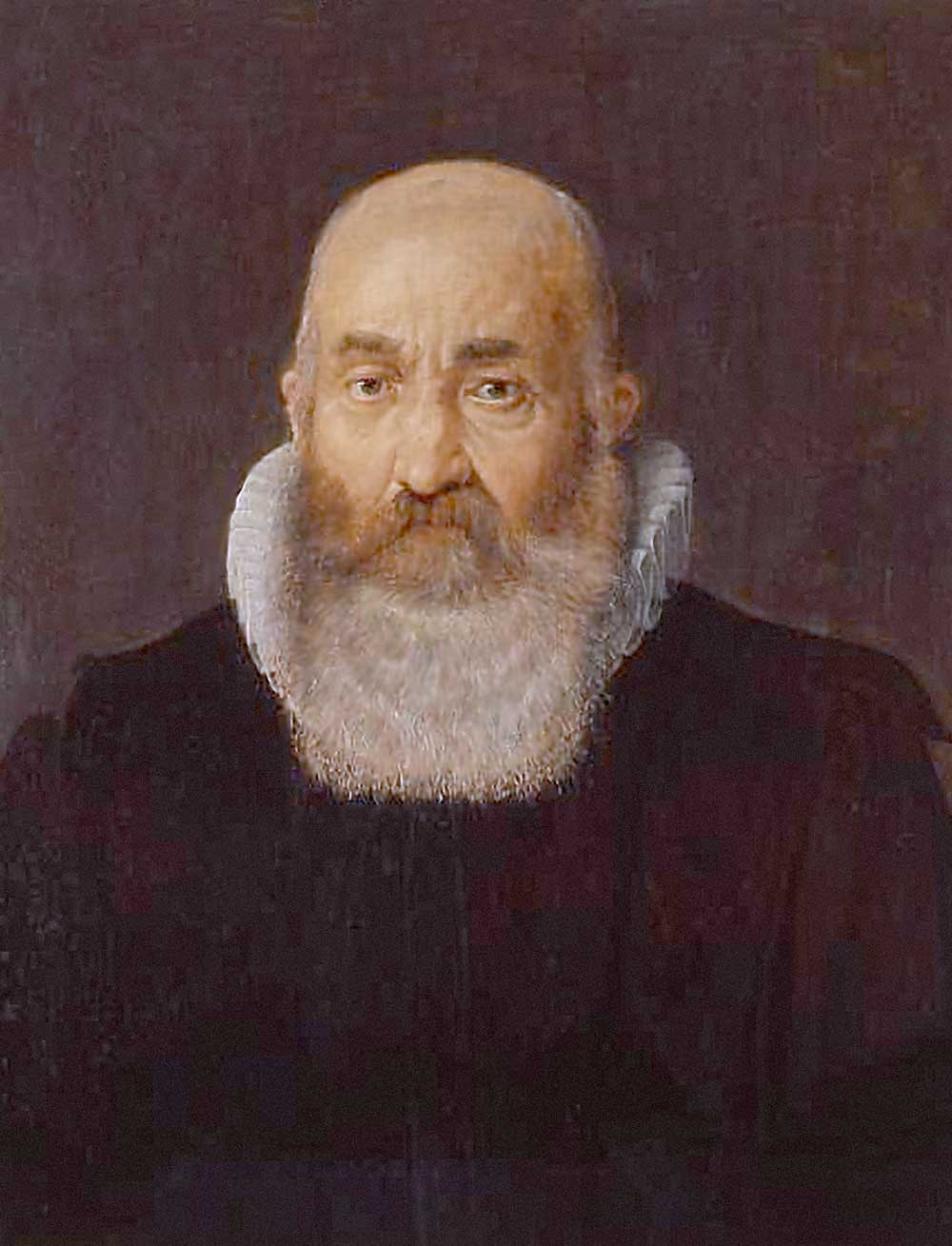
Bonaventura Vulcanius.

Bonaventura Vulcanius (latinisering av hans ursprungliga namn De Smet), född den 30 juni 1538 i Brygge (varför han stundom kallas Brugensis), död den 9 oktober 1614 i Leiden, var en nederländsk filolog. Han var son till Petrus Vulcanius.
Vulcanius studerade i Louvain, var i elva år sekreterare hos kardinal Mendoza i Spanien samt blev sedan den förste rektorn vid Antwerpens nyinrättade skola och 1578 professor i grekiska vid Leidens universitet. Vulcanius var mångsidigt lärd och flitig författare, främst som utgivare av latinska och grekiska texter, av vilka de för den vetenskapliga världen betydelsefullaste var hans upplagor av Jordanes, Isidorus och Prokopios arbeten om goterna (1597) och Paulus Diaconus Historia langobardorum (1595). Av ännu mycket större vikt är dock det arbete, De literis et lingua getarum sive gothorum, som 1597 utgavs i Leiden av Vulcanius under uppgift, att det till författare hade en anonymus. Denna lilla bok blev en mäktig hävstång för det germanska språkstudiets uppblomstring till följd av de många väckelser till fortsatt forskning, som den meddelade i och genom sina många utdrag ur dittills okända eller föga beaktade källor, såsom Codex argenteus, Busbecqs reseberättelse om krimgoterna, nordiska runalfabet och runinskrifter, Tatians och Willirams arbeten samt Annosången och Strassburg-ederna på fornhögtyska, kung Alfreds angelsaxiska översättning av Cura pastoralis och slutligen även en isländsk bibelöversättning.